# Nightexpress
Nightexpress Luftverkehrsgesellschaft mbH fue una aerolínea con base en Fráncfort, Alemania, que fue fundada en 1984 y tenía veintisiete empleados (en marzo de 2007). Operaba vuelos regulares y charter de carga desde el aeropuerto de Fráncfort del Meno, y dirigiéndose la mayoría de ellos al aeropuerto de Birmingham o al aeropuerto de Coventry.

## Flota
En diciembre de 2010, la flota de Nightexpress se componía de las siguientes aeronaves:

## Accidentes e incidentes
El 30 de junio de 1999 a las 02:41 UTC, el vuelo 114 de Nightexpress, un Beechcraft Model 99 (registro D-IBEX) se estrelló cerca del aeropuerto de Lieja, Bélgica, matando a los dos pilotos que viajaban a bordo. El avión había salido del aeropuerto de Londres Luton a las 01:25 UTC para efectuar un vuelo de carga hasta el aeropuerto de Fráncfort del Meno, cuando los pilotos notificaron fallos en ambos motores a las 02:34 UTC. El avión fue autorizado a aterrizar en el aeropuerto de Bruselas o en el aeropuerto de Lieja, pero finalmente se estrelló a cinco millas de piloto de este último.